# Сандстрём, Ивар
Ивар Виктор Сандстрём (швед. Ivar Viktor Sandström, 22 марта 1852 — 3 июня 1889) — шведский врач и ученый, который впервые в 1880 году, ещё будучи студентом-медиком, опубликовал данные по паращитовидным железам, и, таким образом, ему принадлежит открытие данного органа.

## Биография
Ивар Сандстрём родился в Стокгольме и был пятым ребёнком в семье секретаря Геодезического совета Карла-Эрика Сандстрёма (Carl Erik Sandström) и его жены Анны Халлстрём (Anna Hallström).

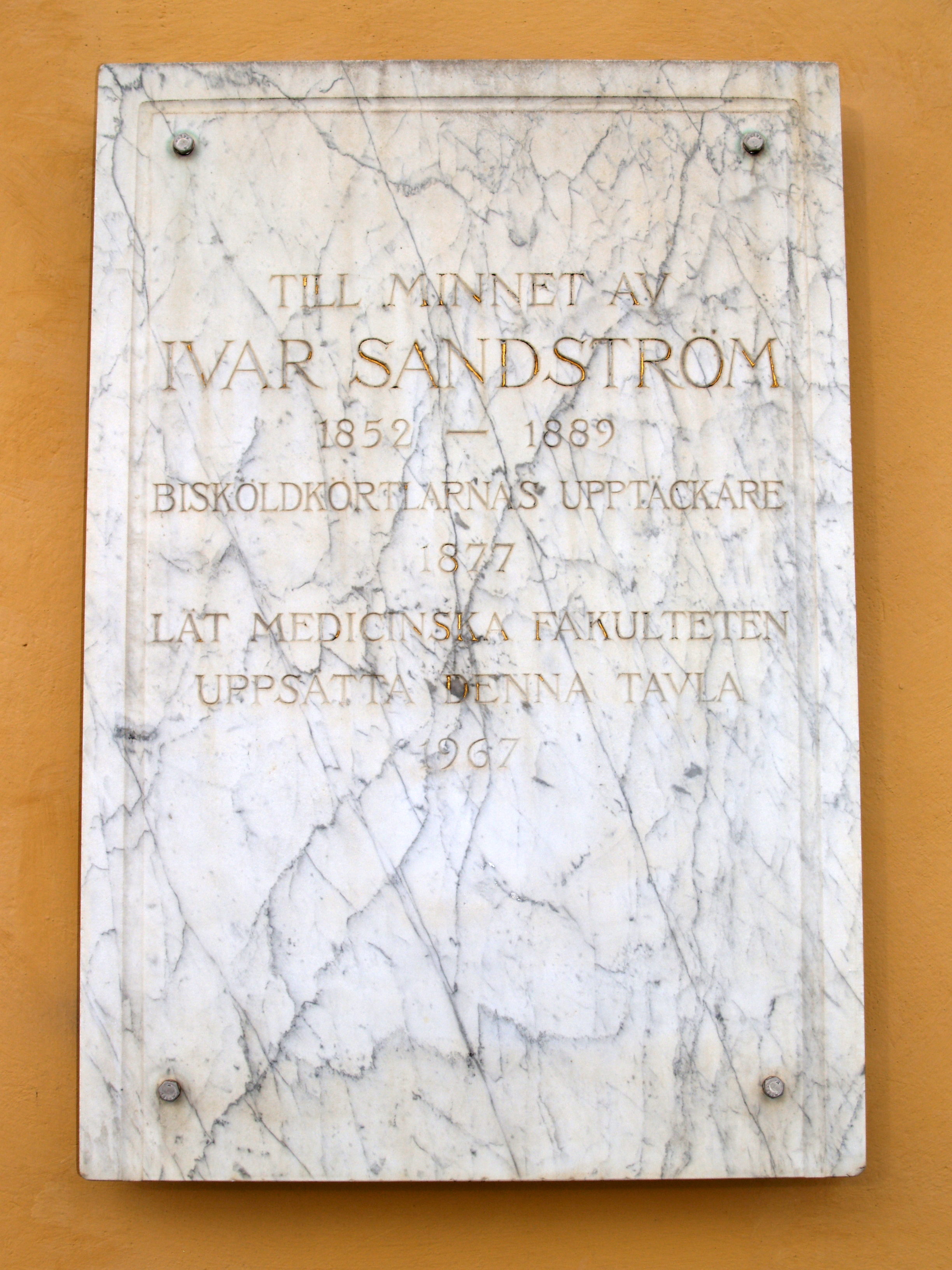
Мемориальная доска в честь Ивара Сандстрёма в Уппсальском университете

В 1871 году он поступил на медицинский факультет Университета Уппсалы, где, параллельно с учёбой, выполнял научный проект, после защиты которого получил степень лицензиата медицинских наук в 1886 году. В 1873—1874 работал ассистентом на кафедре анатомии в Уппсальском университете, а также исполнял обязанности прозектора в течение 1879—1880 годов. Был преподавателем гистологии в период с 1881 по 1887 год.
После 1880 года Сандстрём сделал перерыв в академической деятельности и начал работать врачом окружной больницы в городе Сала.
Он был женат на женщине из города Евле, супруги имели двух детей. Ивар страдал от депрессии, и хотя периодически проходил курсы лечения, всё же на 38-м году жизни покончил с собой.

## Открытие паращитовидных желез
Во время работы прозектором Ивар Сандстрём описал паращитовидную железу в своём труде под названием Om en ny körtel hos menniskan och åtskilliga däggdjur (О новых железах у человека и некоторых животных). За этот вклад в науку был удостоен премии Hwasserska от Шведской королевской академии наук.